# Колодниця (Ковельський район)
Коло́дниця — село в Україні, у Ковельській міській громаді Ковельського району Волинської області. Населення становить 199 осіб.
14 жовтня 2014 року Митрополит Луцький і Волинський Михаїл освятив храм Святого Духа в селі Колодниця та очолив у ньому літургію.

## Географія
Селом протікає річка Бобрівка.

## Історія
У 1906 році село Любитівської волості Ковельського повіту Волинської губернії. Відстань від повітового міста 6 верст, від волості 17. Дворів 49, мешканців 382.

## Населення
Згідно з переписом УРСР 1989 року чисельність наявного населення села становила 214 осіб, з яких 97 чоловіків та 117 жінок.
За переписом населення України 2001 року в селі мешкало 197 осіб. 100 % населення вказало своєю рідною мовою українську мову.